# Thecla corolena
Thecla corolena är en fjärilsart som beskrevs av William Chapman Hewitson 1874. Thecla corolena ingår i släktet Thecla och familjen juvelvingar. Inga underarter finns listade i Catalogue of Life.